# ديك بنتلي
ديك بنتلي (بالإنجليزية: Dick Bentley)‏ هو ممثل أسترالي، ولد في 14 مايو 1907 في أستراليا، وتوفي في 27 أغسطس 1995 في المملكة المتحدة.

## وصلات خارجية
- ديك بنتلي على موقع IMDb (الإنجليزية)
- ديك بنتلي على موقع ميوزك برينز (الإنجليزية)
- ديك بنتلي على موقع ديسكوغز (الإنجليزية)
- ديك بنتلي على موقع قاعدة بيانات الفيلم (الإنجليزية)